# Kaple Panny Marie (Liščí)
Kaple Panny Marie (německy Marienkapelle) z roku 1826 je starší ze dvou kaplí v Liščí (místní část obce Lipová). Stojí vedle chalupy čp. 9 při hlavní silnici a doplňuje ji starý kříž obklopený skupinou vzrostlých lip.

## Historie
Kaple zasvěcená Panně Marii byla postavena roku 1826 vedle starého kříže ve svahu uprostřed staré zástavby vsi, dříve samostatné obce, Liščí. Na její zřízení se složili především obyvatelé obce. Protože Liščí nemělo vlastní kostel, byla až do roku 1881 jedinou církevní stavbou ve vsi. Kaple byla využívána při různých, zejména mariánských, svátcích a sloužila také k pravidelnému vyzvánění Zdrávas Maria. Zvon ve věži není původní, pochází z bývalého lenního rychtářství čp. 1 (zaniklé po druhé světové válce). Kaple nebyla v následujících letech upravována a dochovala se tak v téměř původní podobě. Jedinou změnou byla výměna střešní krytiny v roce 1862, kdy šindele nahradila břidlice.
Po skončení druhé světové války a následném vysídlení původních obyvatel ves Liščí téměř zanikla; z původních 49 domů se jich dochovalo pouze 8, prakticky zmizelo původní jádro obce. Kaple Panny Marie bez pravidelné údržby chátrala, před zkázou ji v 70. letech 20. století zachránili chalupáři ze sousedního domu čp. 9. Stavba je ve vlastnictví obce Lipová a není památkově chráněna. Je udržovaná, ale využívá se pouze příležitostně. Obec plánuje na rok 2017 kompletní rekonstrukci.

## Popis
Kaple je postavena na čtvercovém půdorysu s půlkruhovým presbytářem. Průčelí zdobí úzký rizalit, do kterého jsou zasazeny obdélné dvojkřídlé dveře a půloválný světlík. Ve štítu je umístěno malé kruhové okénko. Průčelí i boční stěny jsou zdobeny lizénami a lizénovými rámy v modrošedé barvě. Omítka je hrubá s bílým nátěrem. Do bočních stěn je zasazeno po jednom půlkruhově zakončeném oknu. Vysoká polovalbová střecha je krytá asfaltovým šindelem. Na šestibokém sanktusníku se dochovalo obložení z bílé a černé břidlice a také nefunkční hodiny. Interiér kaple je zaklenut českou plackou. Mobiliář tvoří dřevěný malovaný oltář, na kterém byl původně umístěn obraz Panny Marie, a dvě dřevěné lavice. Před kaplí roste skupina lip malolistých, uprostřed nichž stojí kovový kříž s pískovcovým podstavcem rekonstruovaný v září 2016.

## Galerie

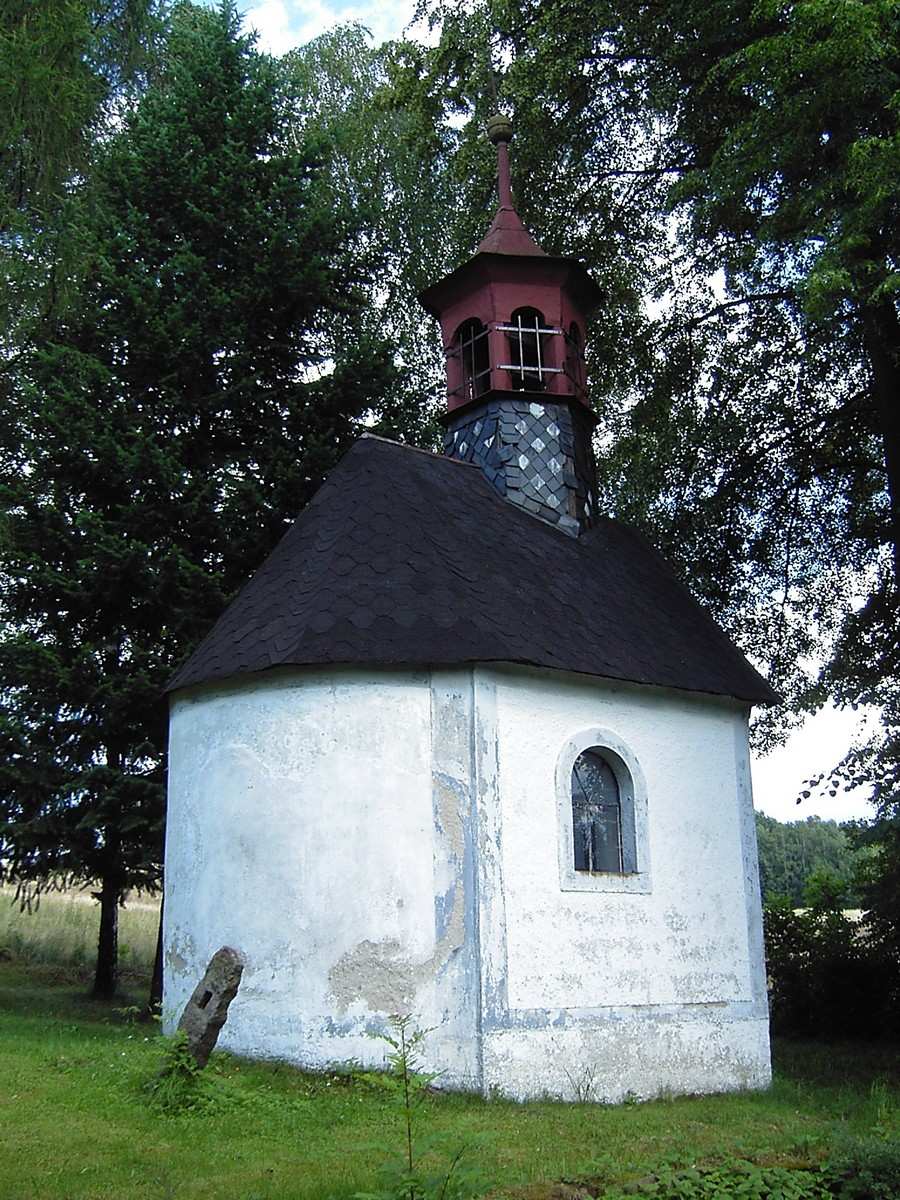
Kaple (2007)
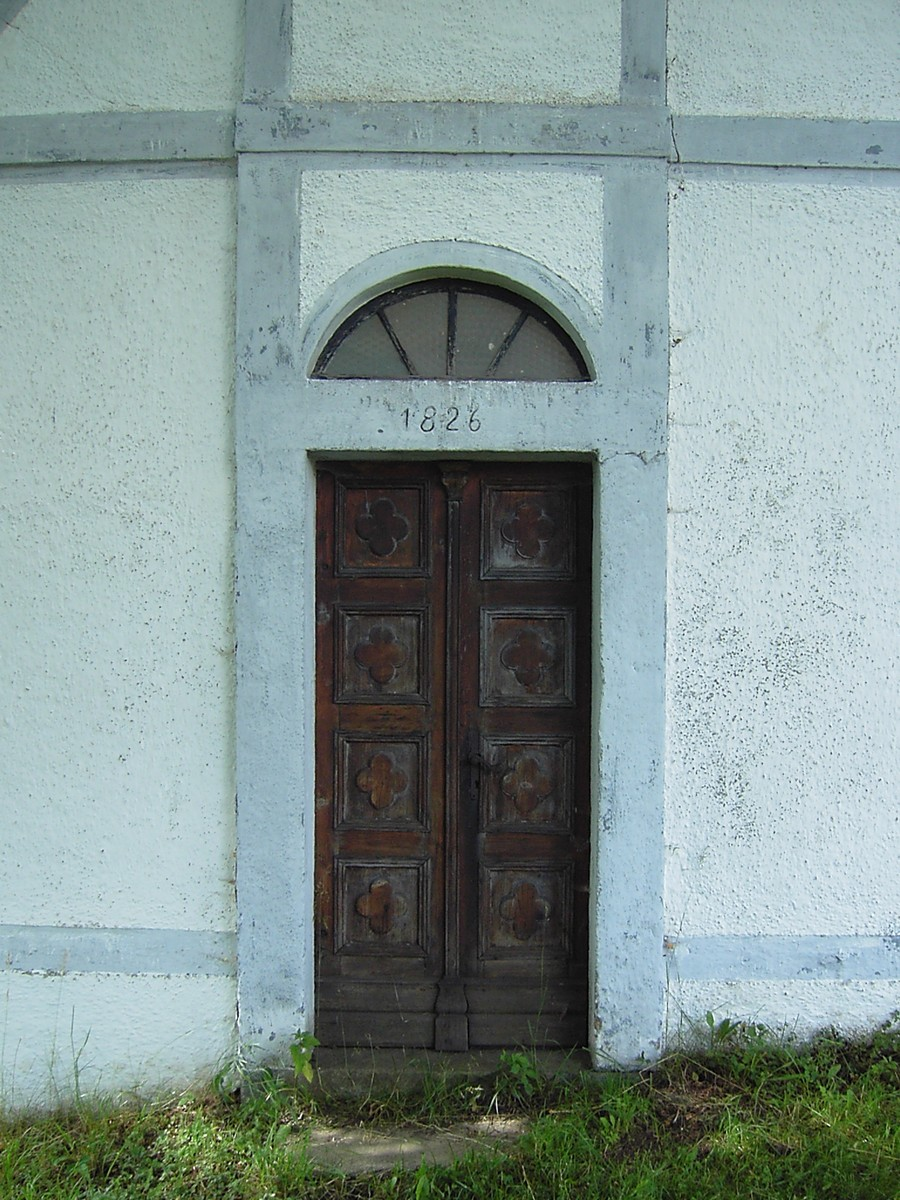
Dveře (2007)
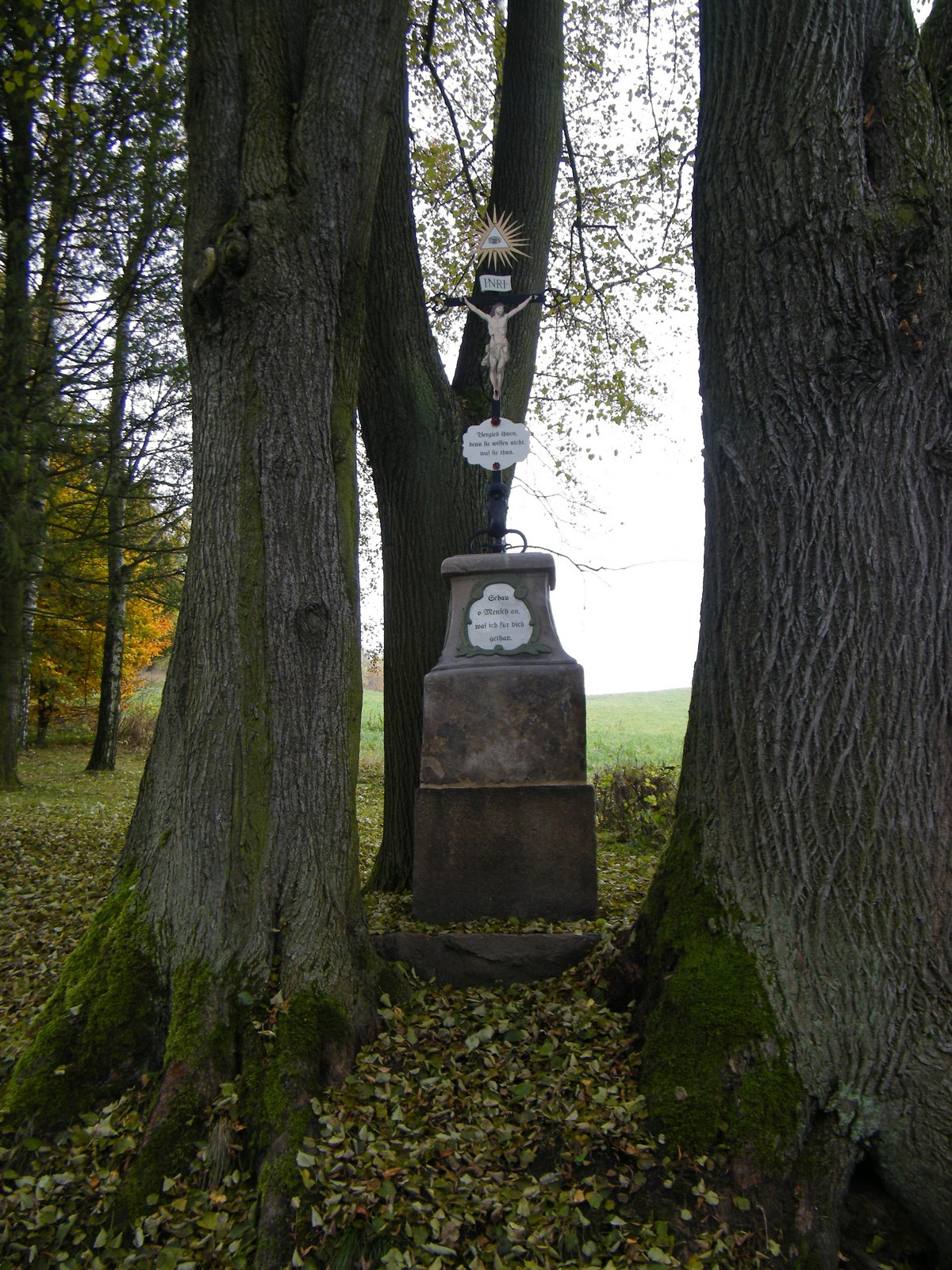
Rekonstruovaný kříž vedle kaple (2016)
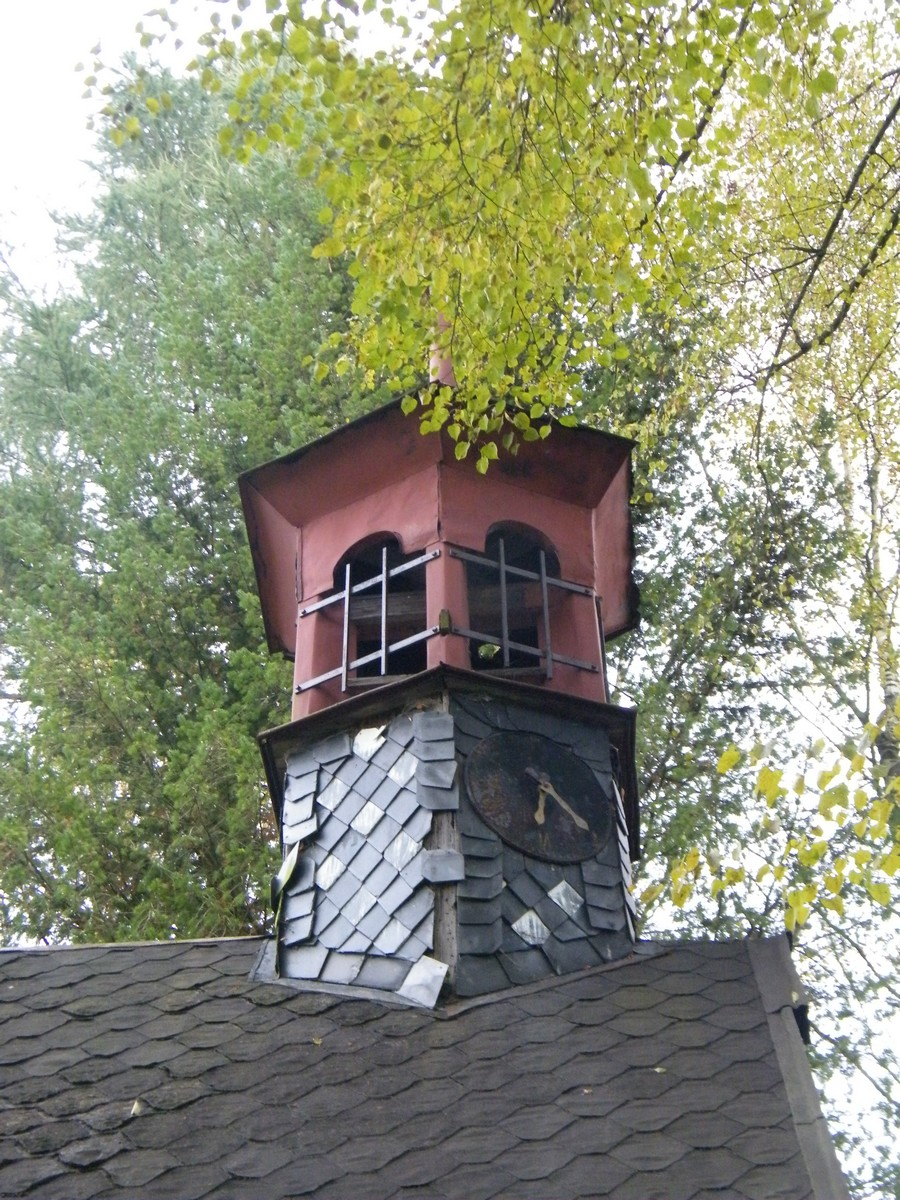
Detail věže s hodinami (2016)
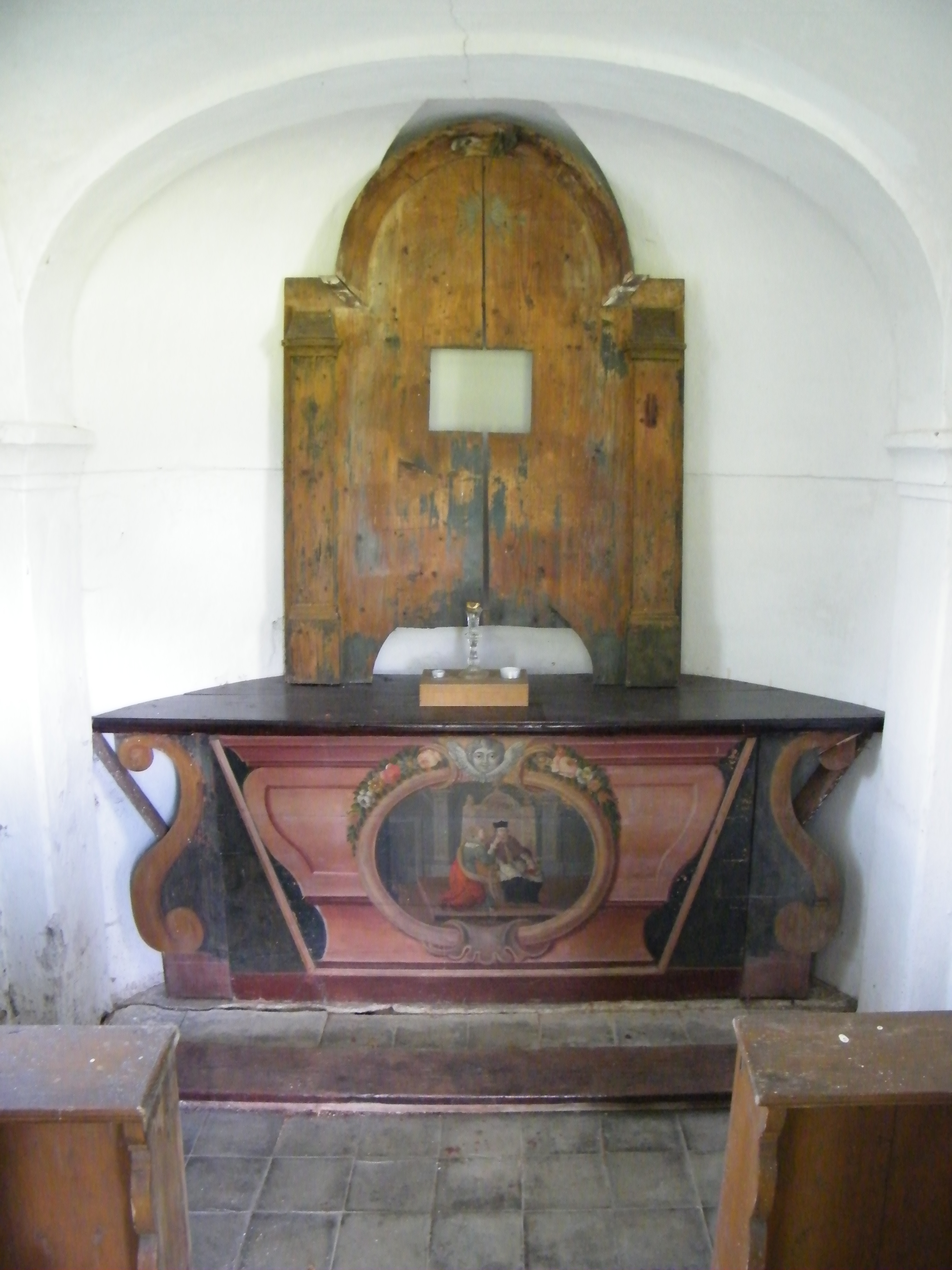
Oltář (2016)
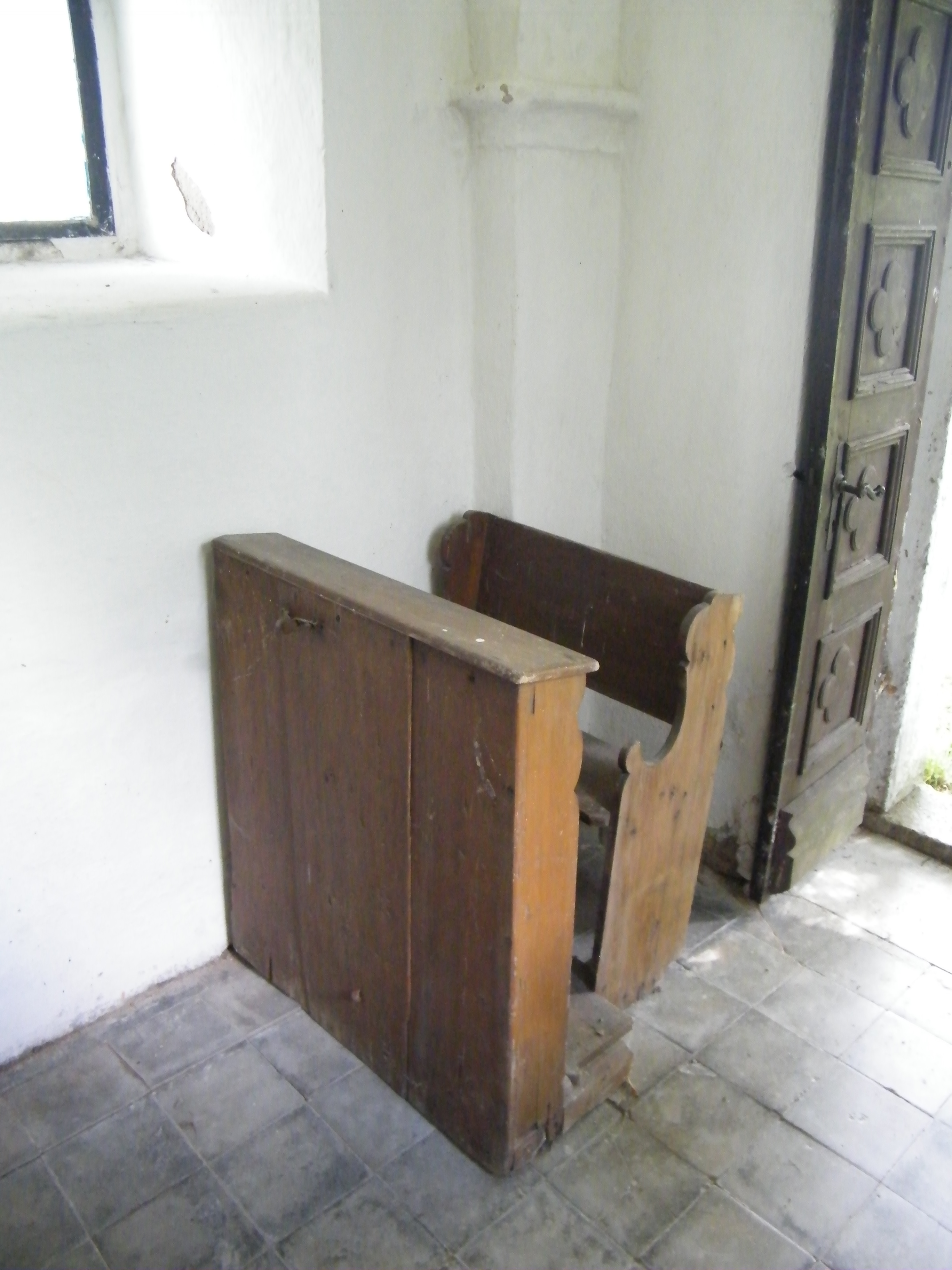
Lavice (2016)
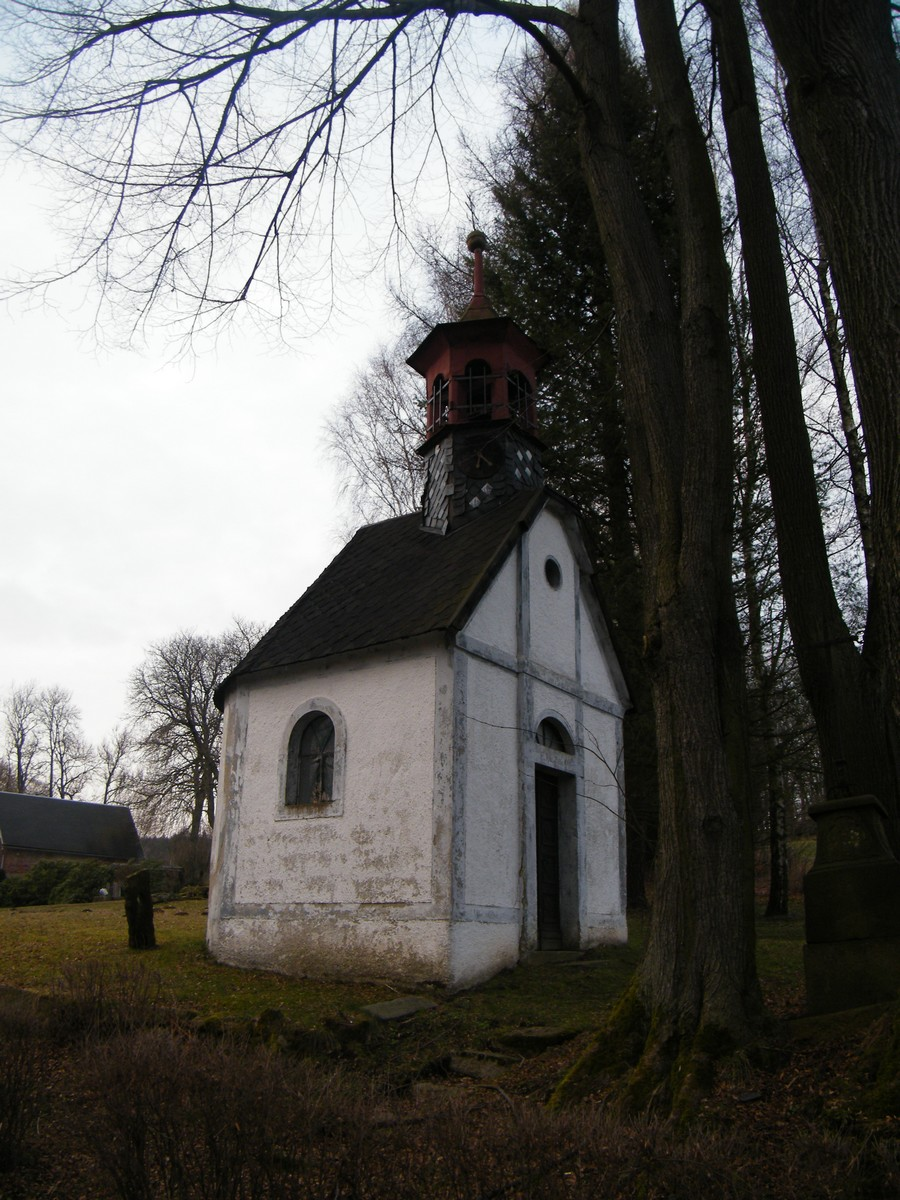
Kaple (2016)
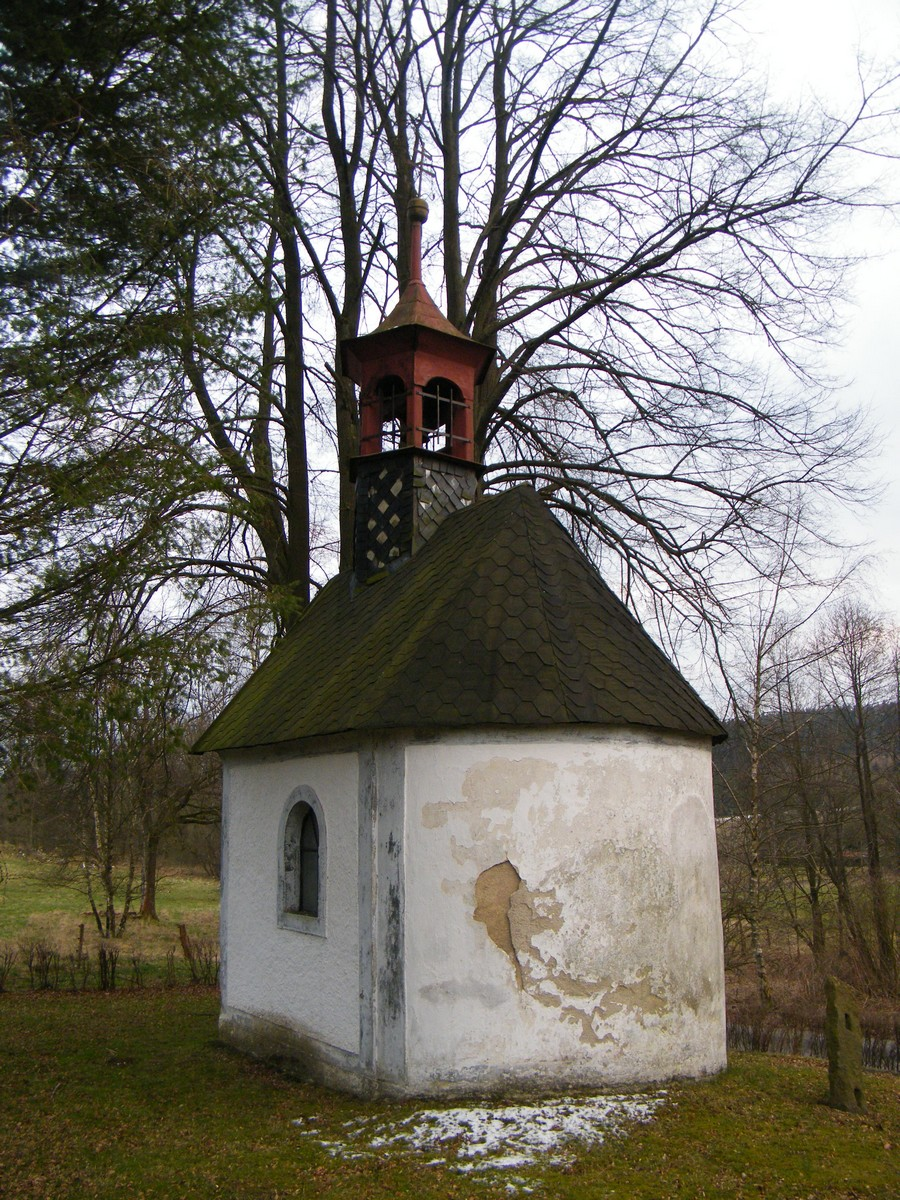
Kaple (2016)
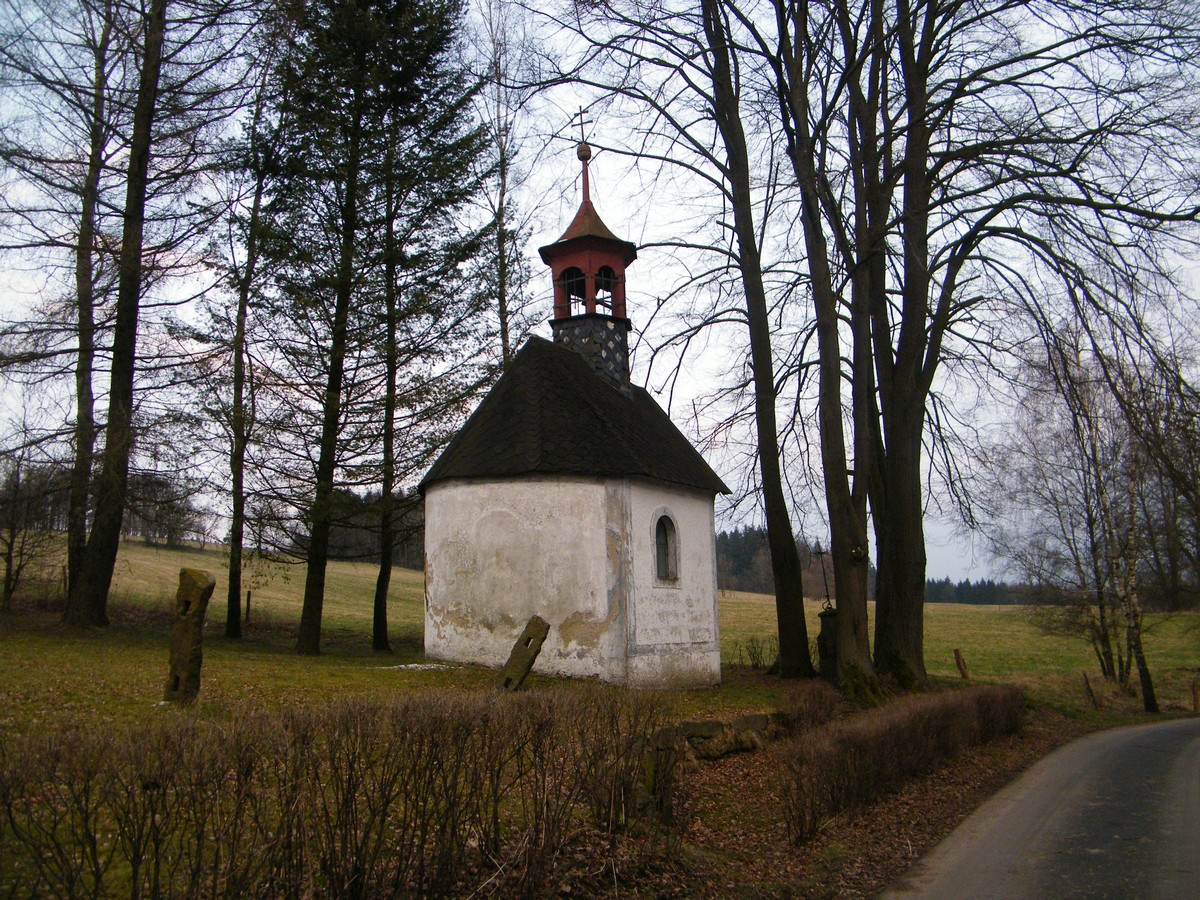
Kaple (2016)
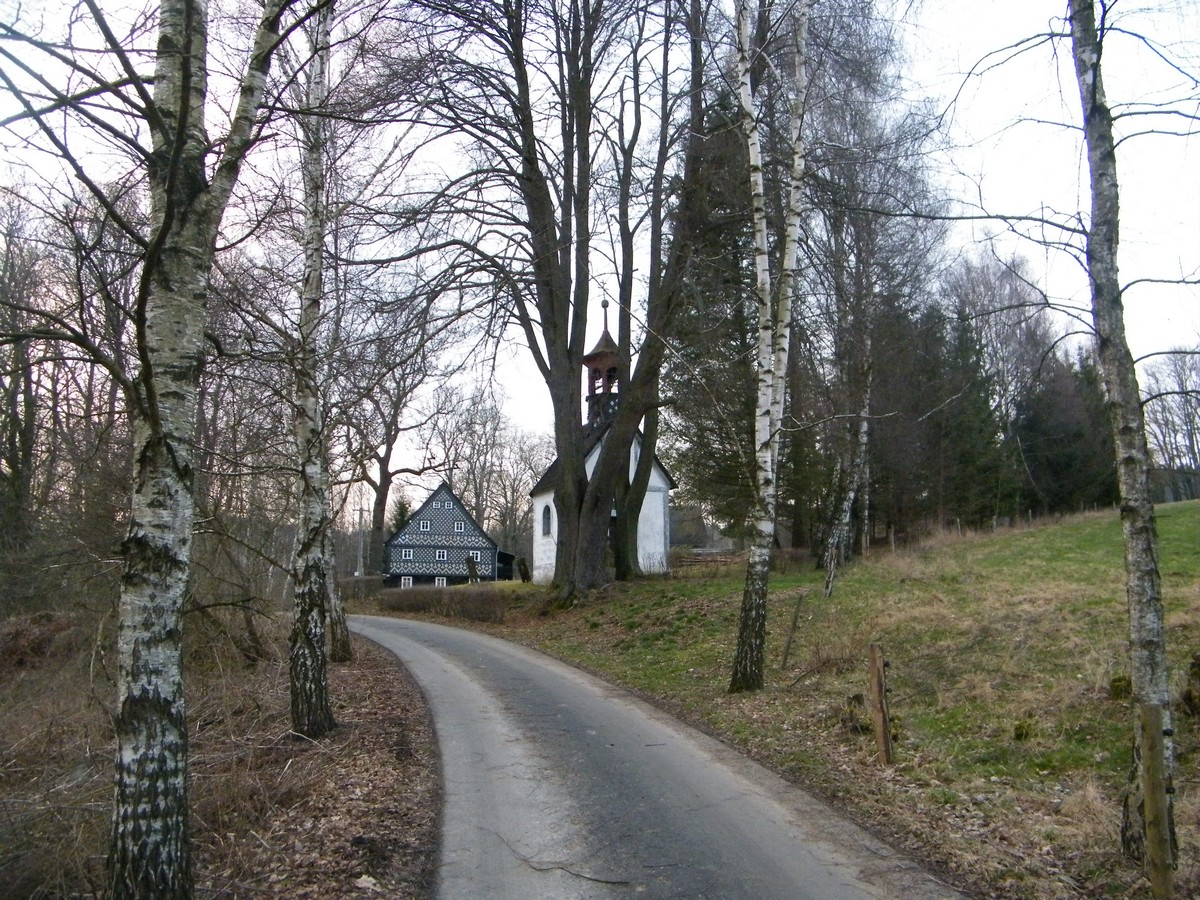
Kaple (2016)